# Sibylle d'Anjou
Titre
Comtesse de Flandre
1139 – 1157
Sibylle d’Anjou, née à une date inconnue et morte au monastère de Béthanie, royaume de Jérusalem, en 1165, est une comtesse de Flandre.

## Biographie
Fille de Foulque V d'Anjou, comte d'Anjou et de Touraine, puis roi de Jérusalem, elle est d’abord mariée au fils du Normand Robert Courteheuse, Guillaume Cliton, futur comte de Flandre à qui elle apporte le comté du Maine. Guillaume la répudie en 1126 et meurt en 1128. Il avait épousé Jeanne de Montferrat entre-temps. Ayant suivi son père devenu roi de Jérusalem, elle épouse en Palestine le nouveau comte de Flandre Thierry d'Alsace (1139). 
Lors du deuxième séjour de Thierry d’Alsace en Terre sainte (1147-49), elle gouverne le comté de Flandre bien qu'étant enceinte. On la voit cependant en 1147 à Antioche. Baudouin IV de Hainaut en profite pour attaquer la Flandre, Sibylle contre-attaque et fait ravager le Hainaut, pendant que Baudouin dévaste l’Artois. L’évêque de Reims Samson de Mauvoisin s’entremet et une trêve est alors signée. Thierry se venge de son voisin à son retour.
En 1157, désireuse de revoir la Palestine, elle persuade Thierry de l'accompagner dans sa troisième expédition. Sur place, elle le convainc à la séparation, pour devenir religieuse et prendre le voile au monastère de Béthanie (Saint-Lazare de Jérusalem), où elle mourra.
Une petite croix en ivoire de morse, de style mosan, est considérée comme une commande de la comtesse Sibylle avant son départ définitif pour Jérusalem. Il s'agit de la partie centrale d'une reliure (couverture de livre) ; on voit sur la partie inférieure une femme en prière entourée de l'inscription nommant Sibylle. Cette croix est exposée au département des Objets d'art du musée du Louvre.